# Zabezpieczenia elektryczne

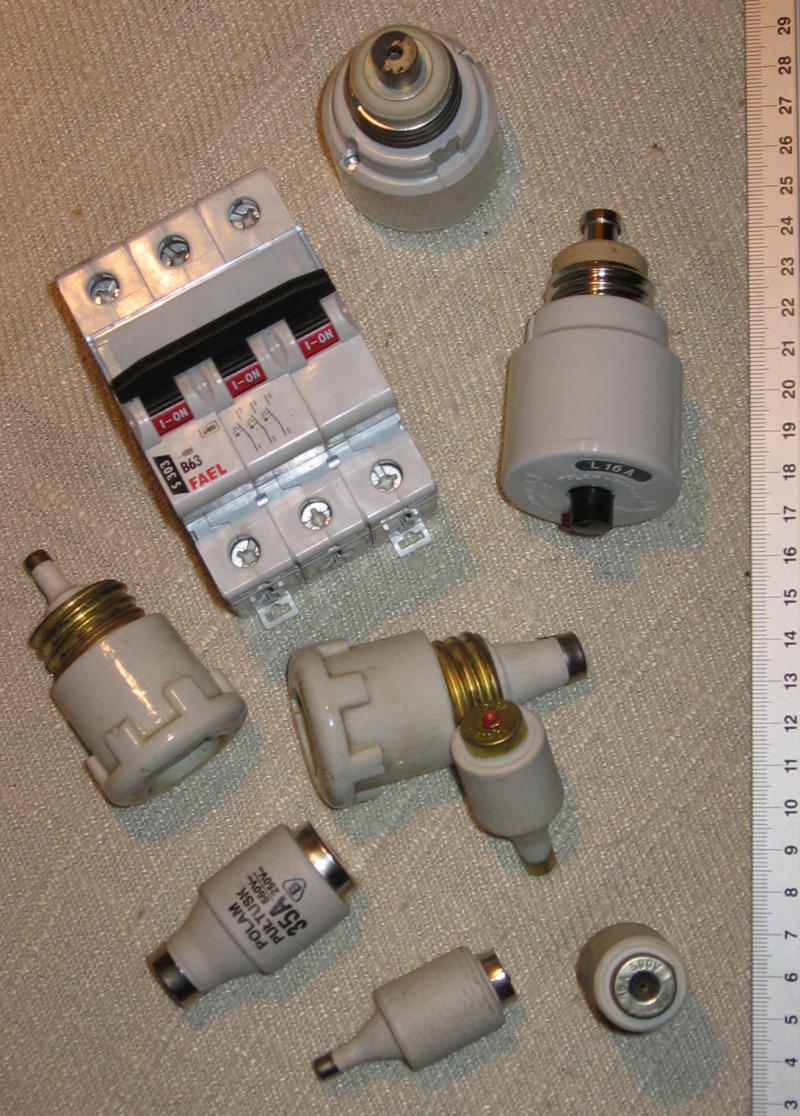
Przykłady zabezpieczeń elektrycznych niskiego napięcia, stosowane w instalacjach domowych i w przemyśle: bezpieczniki elektryczne (topikowe), wyłącznik automatyczny wkrętkowy, wyłącznik instalacyjny.

Zabezpieczenia elektryczne (ZE) – aparaty elektryczne chroniące obwody elektryczne, urządzenia w nich występujące lub osoby obsługujące przed skutkami nieprawidłowego działania sieci lub urządzeń, np. wystąpieniem zwarć.
Rodzaje zabezpieczeń w sieciach elektrycznych:
- zwarciowe – przerywające obwód elektryczny po przekroczeniu w przewodzie określonego natężenia prądu (bezpieczniki, wyłącznik instalacyjny);
- przeciwprzepięciowe (ang. surge protection devices, SPD) – chroniące urządzenia przed przepięciami występującymi w sieci, np. ogranicznik przepięć typu 1, 2 lub 3;
- przeciw asymetrii (zob. asymetria napięcia) – chroniące urządzenia wielofazowe przed zanikiem jednej z faz prądu trójfazowego;
- wyłączniki różnicowoprądowe (ang. residual-current devices, RCD).
- przeciążeniowe – mają za zadanie przerywać przepływ prądu przeciążeniowego o danej wartości, zanim wystąpi niebezpieczeństwo uszkodzenia izolacji, połączeń zacisków oraz otoczenia na skutek nadmiernego wzrostu temperatury

## Zabezpieczenie przedlicznikowe
Zabezpieczenie przedlicznikowe (ZPL) – zabezpieczenie zainstalowane najbliżej układu pomiarowo-rozliczeniowego od strony sieci Operatora i przez niego zaplombowane.